# Terijer
Terijer (od latinske riječi terra, što znači "tlo" ili "zemlja") vrsta je psa izvorno razvijena za lov na štetočine. Ima vrlo mnogo pasmina terijera, koji su obično: mali, žilavi, hrabri i neustrašivi. Pasmine terijera uvelike variraju u veličini od samo 1 kg do preko 32 kg, a obično se kategoriziraju prema veličini ili funkciji. Postoji pet različitih skupina, a svaka skupina ima nekoliko različitih rasa.

## Povijest
Većina pasmina terijera potječe od starijih namjenski uzgojenih pasa. Sklonost lovu ranih lovnih terijera iskorištena je u njihovoj upotrebi u sportskim natjecanjima. U početku su se terijeri natjecali u aktivnostima poput čišćenja štakorskih jama. U 18. stoljeću neki su terijeri križani s psima goničima kako bi se poboljšale njihove lovačke sposobnosti, a neki s pasminama borbenih pasa kako bi se "povećala izdržljivost i povećala hrabrost". Neki od križanaca s borbenim psima, bullovima i terijerima, korišteni su u krvavoj borbi pasa. Moderne pasmine kućnih ljubimaca, kao što je minijaturni bull terijer, navedene su u podacima Međunarodne kinološke federacije (FCI) pod bull terijerima.
Danas se većina terijera drži kao psi za društvo i kućni ljubimci. Uglavnom su odani i privrženi svojim vlasnicima, iako znaju biti i "veliki karakteri".

## Genetika
Na temelju studije iz 2006. godine, genetska analiza pokazala je da većina terijera pripada "modernoj/lovačkoj" skupini pasmina pasa razvijenih iz istog izvora predaka u Europi u 19. stoljeću. Nekoliko terijera je u skupini "mastifa" s pomerancima, labrador retriverima i drugim psima s velikim glavama, a tibetanski terijer je u starijoj skupini azijskih i afričkih pasa, zajedno s pekinezerom.

## Vrste i skupine terijera
U 18. stoljeću u Britaniji postojale su samo dvije vrste terijera, dugonogi i kratkonogi. Danas se terijeri obično neformalno grupiraju prema veličini ili funkciji.
Lovački tipovi još uvijek se koriste za pronalaženje, praćenje ili praćenje divljači, posebno ispod zemlje, a ponekad i za tjeranje divljači. Moderni primjeri uključuju Jack Russell terijera i Patterdale terijera. Tu su i kratkonogi terijeri poput: cairn terijera, škotskog terijera i zapadnoškotskog bijelog terijera, koji su također korišteni za tjeranje malih štetočina.
Izvorni lovni terijeri uključuju fell terijera (razvijen u sjevernoj Engleskoj za pomoć u lovu na lisice) i lovačkoga terijera (razvijen u južnoj Engleskoj za lociranje ili tjeranje lisica tijekom tradicionalnog jahaćeg lova na lisice).
Različite kombinacije buldoga i terijera korištene za borbe bikova i pasa u kasnom 19. stoljeću kasnije su rafinirane u zasebne pasmine koje su kombinirale kvalitete terijera i buldoga. Uz iznimku bostonskog terijera, oni su općenito uključeni u klubove pasmina grupe terijera. Uzgajivači su proizveli moderne pasmine bull terijera kao što su: bull terijer i stafordski bull terijer u prikladne obiteljske pse i natjecateljske terijere.
Terijeri za igru uzgajaju se od većih terijera i prikazuju se u skupini pasa za igru ili pratilaca. Ove pasmine uključuju engleskog terijera za igru i jorkširskog terijera. Iako su mali, zadržavaju pravi terijerski karakter i nisu pokorni "psi u krilu".
Ostali potomci tipova bull i terijera, poput azijskog gull terijera, spadaju među pse koji se još uvijek uzgajaju za ilegalne borbe pasa.

## Galerija
- Irski terijer
- Terijer Jack Russell
- Brazilski terijer